# Royal Doulton
Royal Doulton è un marchio di oggettistica in porcellana e articoli per la tavola. Fondato nel 1815 e articolato nei brand Royal Doulton, Royal Albert e Minton, è di proprietà del gruppo WWRD.

## Storia
Nel 1815 John Doulton fonda la fabbrica "Doulton Lambeth", che con la partnership con John atts diventa "Doulton and Watts".
Nel 1835 Henry Doulton, figlio di John, si unisce all'azienda, che si sviluppa anche grazie alla collaborazione con la vicina Scuola d'Arte Lambeth, e Doulton viene insignito del titolo di Cavaliere dalla Regina Vittoria per i suoi risultati nell'avanzamento della arte della ceramica.
Nel 2006 il marchio entra a far parte del gruppo Waterford Wedgwood. A causa delle difficoltà finanziarie di quest'ultimo, il brand viene ceduto a WWRD Holdings Lmited, assieme a Waterford Crystal e Wedgwood.